# Новомарьевка (Днепропетровская область)
Новома́рьевка (укр. Новомар'ївка) — село,
Новомарьевский сельский совет,
Солонянский район,
Днепропетровская область,
Украина.
Код КОАТУУ — 1225084501. Население по переписи 2001 года составляло 734 человека .
Является административным центром Новомарьевского сельского совета, в который, кроме того, входят
посёлок Незабудино,
сёла
Томаковка,
Черниговка и ликвидированное село
Пивденное.

## Географическое положение
Село Новомарьевка находится на расстоянии в 1,5 км от села Черниговка.
По селу протекает пересыхающий ручей с запрудами.
Рядом проходит железная дорога, станция Незабудино в 3-х км.

## История
- Основано в конце XVIII века как село Маряновка.

## Экономика
- ООО «Мрия-Сервис».

## Объекты социальной сферы
- Школа.
- Амбулатория.
- Дом культуры.